# هرمرسهاوزن
هرمرسهاوزن (به آلمانی: Hermershausen) یک منطقهٔ مسکونی در آلمان است که در هسن واقع شده‌است. هرمرسهاوزن ۴۵۴ نفر جمعیت دارد.